# Sichuanopera
Sichuanopera eller Chuanju (川剧, "Sichuan-teater") är den i provinsen Sichuan dominerande formen av kinesisk opera. I andra delar av Kina och utomlands är Sichuanopera mest känt för en illusionsteknik (bian-lian 變臉, "skifta ansikte") där skådespelare kan byta ansiktsmask ett stort antal gånger inom loppet av någon minut.

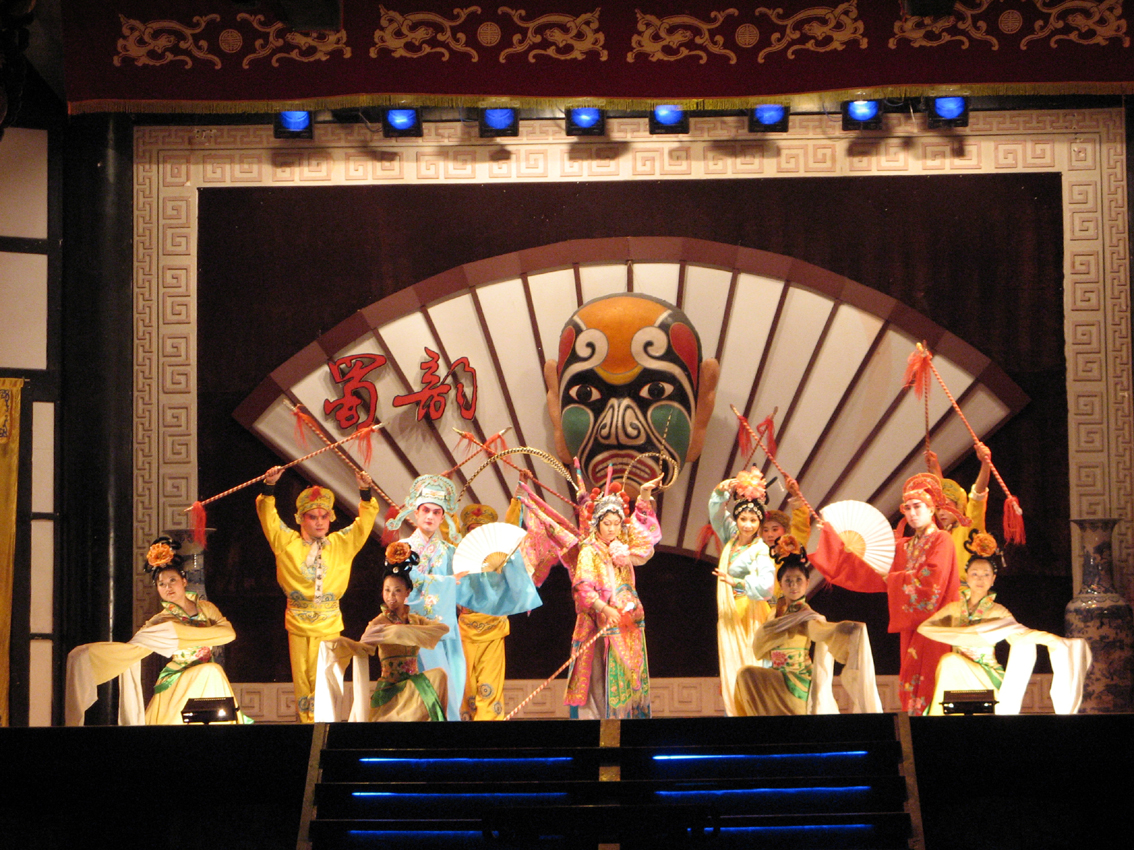
Chuanjuföreställning i Zhuge Liangs minnestempel, Chengdu

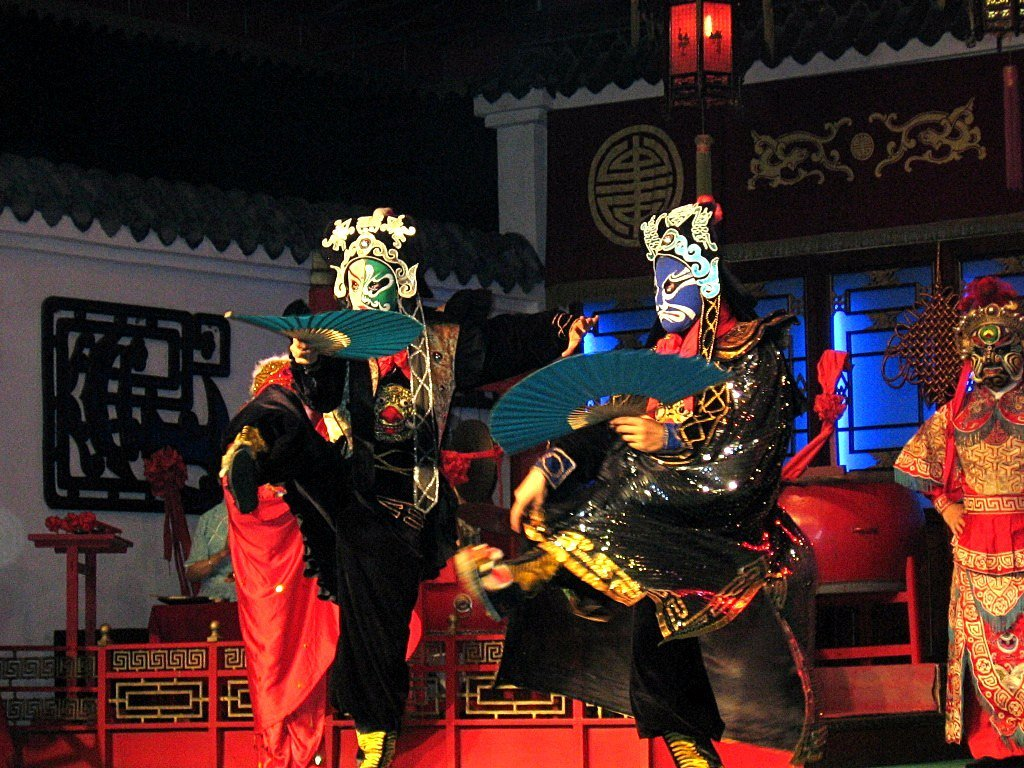
"Skifta ansikte" uppvisas på ett tehus i Chengdu